# Janet Shearer
Janet Lee „Jan“ Shearer-Jones (* 17. Juli 1958 in Dunedin als Janet Shearer) ist eine ehemalige neuseeländische Seglerin.

## Erfolge
Janet Shearer nahm an drei Olympischen Spielen in der 470er Jolle teil. 1988 belegte sie in Seoul mit Fiona Galloway mit 83 Gesamtpunkten den neunten Rang. Vier Jahre darauf in Barcelona ging sie mit Leslie Egnot an den Start, mit der sie den Segelwettbewerb hinter Theresa Zabell und Patricia Guerra auf dem zweiten Rang abschloss und somit die Silbermedaille gewann. Bei den Olympischen Spielen 1996 in Atlanta kamen Shearer und Egnot nicht über den 16. Rang hinaus. Bei Weltmeisterschaften gewann sie mit Egnot 1989 in Tsu ebenfalls die Silbermedaille.
Shearer schloss 2002 ein MBA-Studium an der Massey University ab. Sie ist mit dem olympischen Segler Murray Jones verheiratet. Ihre Tochter Gemma Jones nahm 2016 ebenfalls an den olympischen Segelwettbewerben teil.